# Мирослав Чомић
Мирослав Чомић (Крагујевац, 6. маја 1929 – Крагујевац 2007) био је српски библиотекар и управник Народне Библиотеке "Вук Караџић" у Крагујевцу.

## Биографија
Завршио је Вишу педагошку школу у Крагујевцу 1955. године, када се и запошљава у Народној библиотеци „Вук Караџић“. Након 15 година рада у струци, постаје управник Народне библиотеке (1. јула 1970) и одатле, 30. новембра 1994. одлази у пензију. Скоро читаве четири деценије обављао је све стручне послове у Библиотеци – од обраде књига до организације манифестација и истраживања завичајне грађе.
Његов допринос библиотекарству и установи у којој је радио, Народној библиотеци „Вук Караџић“, је немерљив: формирао је Завичајно одељење и осмислио завичајну збирку, какву данас познајемо, започео истраживања и пројекат „Завичајна библиографија“, покренуо издавачку делатност Библиотеке и потписао десетине књига као аутор, приређивач, уредник. Објавио је више радова у часописима „Кораци“, „Станишта“, „Заједница библиотека“ и „Библиотекар“. Формирао је библиотечку мрежу и отворио седам сеоских огранака, два у радним организацијама и три огранка у градским месним заједницама Крагујевца. Kao посвећени истраживач, прикупљао је вредну завичајну и рукописну грађу, а Библиотека је захваљујући њему, постајала богатија за вредне легате: Милена Николића, Зарије Вукићевића, Младена Атанасијевића, Маре Исаиловић... Најзаслужнији је за враћање Библиотеци куће-легата и изузетно вредне библиотеке гимназијског професора Јована Ђ. Мирковића, а тиме и поштовање последње жеље остављача да се у простору породичне куће налази библиотека.
Осмислио је манифестацију „Крагујевац из деценије у деценију“ чије су изложбе гостовале много пута у Београду. Један је од аутора изложбе и каталога „Од Читалишта до савремене библиотеке“ која је такође путовала по Србији. Организовао је књижевне вечери и изложбе ликовних стваралаца, а захваљујући њему многи признати књижевници гостовали су у крагујевачкој библиотеци (Иво Андрић, Меша Селимовић, Бранко Ћопић...).

## Сарадња
Сарађивао је са бројним културним и просветним институцијама у Крагујевцу и Србији на обележавању важних јубилеја: Крагујевца – прве престонице модерне Србије, Прве крагујевачке гимназије, најстарије гимназије јужно од Београда, Књажевско-српског театра (тадашњег Театра „Јоаким Вујић“), Универзитета (некадашњег Лицеја), Штампарије, Читалишта (међу првима основаног у Србији 1846)...

## Награде
За посебан допринос развоју библиотечке делатности више пута је награђиван, а ми издвајамо најважније: лауреат је награде „Милорад Панић Суреп“ (1977) у то време највеће награде у области библиотекарства и проглашен је за почасног грађанина града Крагујевца (1975). Библиотека је, са Чомићем на челу, такође виша пута награђивана за допринос развоју културе (Вукова награда, „Милорад Панић Суреп“..., итд.).